# Robert-Joseph de Laittres
Robert-Joseph de Laittres (Saint-Remy, 28 januari 1761 - Rossignol, 26 december 1817) was een Luxemburgs edelman.

## Levensloop
De familie de Laittres, die om en rond Virton in Luxemburg woonde, werd, voor zoveel als nodig, in 1607 in de erfelijke adel bevestigd door de aartshertogen Albrecht en Isabella. De adelsverheffing werd toegekend aan drie broers:
- Pierre de Laittres, controleur van de domeinen,
- François de Laittres, officier,
- Nicolas de Laittres, kapitein bij de infanterie.

Deze verheffing gaf aanleiding tot een rechtszaak ingezet door een familielid, Claude de Laittres, en die jaren aansleepte. 
Robert de Laittres was een zoon van Theodore-Ignace de Laittres, lid van de Tweede stand van Luxemburg, heer van Rossignol, Koerich, Biourge, Bleid, Saint-Mard, en van Joséphine-Ursule de Capitaine, vrouwe van Signeulx, Saint-Remy, Saint-Pancré.
Hij trouwde in 1783 met Jeanne de Maillard de la Martinière (1757-1839). Het echtpaar kreeg zes dochters en een zoon die vrijgezel bleef. 
In 1816, ten tijde van het Verenigd Koninkrijk der Nederlanden, werd hij erkend in de erfelijke adel en benoemd in de Ridderschap van de provincie Luxemburg. Van andere familieleden was er geen sprake, alvast niet in het kader van een hernemen van de vroegere erfelijke status. De naam doofde dan ook in 1874 uit bij de dood van Théodore de Laittres, de ongehuwde zoon.